# Global Frequency
Global Frequency è un fumetto di fantascienza statunitense, ideato e scritto dal fumettista Warren Ellis, pubblicato tra il 2002 e il 2004.

## Trama
Le storie ruotano intorno a un'organizzazione segreta, la Global Frequeny del titolo, creata allo scopo di fronteggiare minacce e fare fronte a situazioni critiche che minaccino la sicurezza mondiale.
L'agenzia può contare su 1001 agenti selezionati dalla misteriosa direttrice, Mirando Zero. Ogni agente è esperto in uno specifico settore e arruolato a tale scopo; viene equipaggiato con uno speciale cellulare con il quale viene chiamato in servizio alla bisogna. Nel frattempo tutti gli agenti sono dormienti, ad eccezione della direttrice e della giovane agente "Aleph", unici due personaggi fissi della serie.

## Storia editoriale
La serie, ideata e sceneggiata da Warren Ellis, è stata pubblicata in dodici puntate: le prime otto mensili, a partire dal gennaio 2002 fino al luglio 2003, le ultime quattro con cadenza irregolare dal settembre 2003 fino all'agosto 2004.
L'opera, nel 2004, è stata candidata all'Eisner Award per la categoria Best Limited Series e in particolare, il numero 5, anche per la categoria Best Single Issue.

### Fascicoli
1. Bombhead, dicembre 2002;
2. Big Wheel, gennaio 2003;
3. Invasive, febbraio 2003;
4. Hundred, marzo 2003;
5. Big Sky, aprile 2003, candidato al Premio Eisner per il miglior albo singolo;[4]
6. The Run, maggio 2003;
7. Detonation, giugno 2003;
8. (senza titolo), luglio 2003;
9. (senza titolo), settembre 2003;
10. Superviolence, settembre 2003;
11. Aleph, marzo 2004;
12. Harpoon, agosto 2004.

In Italia le prime nove storie sono state pubblicate sulla rivista Wildstorm tra l'aprile 2003 e il maggio 2006; le restanti tre storie esclusivamente nel secondo volume della raccolta edito dalla Magic Press nell'aprile del 2008, intitolato Global Frequency. Detonation Radio.

### Volumi rilegati
- (EN) Global Frequency: Planet Ablaze, WildStorm Productions, 2004, ISBN 9781401202743. (raccolta delle prime sei storie);
- (EN) Global Frequency: Detonation Radio, WildStorm Productions, 2005, ISBN 9781840238587. (raccolta delle ultime sei storie), ISBN 1-4012-0291-8;
- (EN) Global Frequency, DC Comics, 2013, ISBN 9781401237974. (raccolta di tutte le dodici storie);
- (EN) Global Frequency: The Deluxe Edition, DC Comics, 2018, ISBN 9781401287566. (riedizione dell'opera omnia)

In Italia i volumi sono stati pubblicati tra il 2007 e il 2008:
- Global Frequency. Un pianeta in fiamme, Magic Press, febbraio 2007, ISBN 978-8877591340.
- Global Frequency. Detonation Radio, Magic Press, settembre 2008, ISBN 978-8877592316.

### Artisti
Tutte le storie sono state scritte da Warren Ellis, mentre ciascuno dei dodici numeri della serie, è stato disegnato da un differente artista:
1. disegni e colori di Garry Leach;
2. disegni di Glenn Fabry, colori di Glenn Fabry e Liam Sharp;
3. disegni e colori di Steve Dillon;
4. disegni e colori di Roy Martinez;
5. disegni e colori di Jon J. Muth;
6. disegni e colori di David Lloyd;
7. disegni e colori di Simon Bisley;
8. disegni di Chris Sprouse, colori di Chris Sprouse e Karl Story;
9. disegni e colori di Lee Bermejo;
10. disegni e colori di Tomm Coker;
11. disegni e colori di Jason Pearson;
12. disegni e colori di Gene Ha.

Tutte le copertine sono state realizzate da Brian Wood.

## Altri media
La casa di produzione cinematografica Warner Bros. progettò la trasposizione televisiva del fumetto. La serie, intitolata Global Frequency, si arrestò all'episodio pilota. Sebbene l'episodio non venne mai trasmesso, venne diffuso irregolarmente su canali non ufficiali ottenendo grande successo tra i fan di Warren Ellis.